# Richard Klemens von Metternich
Pour les articles homonymes, voir Metternich (homonymie).
Richard Klemens prince de Metternich-Winneburg (* 7 janvier 1829 à Vienne (Autriche); † 1er mars 1895 ibid.), de la Maison de Metternich, était un diplomate autrichien.

## Vie
Il est l'unique fils survivant du chancelier d'État autrichien, Klemens Wenzel von Metternich et de la baronne Maria Antonia de Leykam épousée en secondes noces. En 1856, il épouse sa nièce Pauline von Metternich, fille de sa demi-sœur, qui devient rapidement la salonnière la plus brillante de son époque.
En 1855, il est secrétaire de légation autrichienne à Paris avant d'être chargé de la légation à Dresde en 1856, où il représente son pays auprès de tous les États saxons. En 1859, il accède finalement au rang d'ambassadeur à Paris, où son épouse et lui jouent un rôle de premier plan dans la société du Second Empire.
Il est anecdotiquement célèbre pour n'avoir fait que trois fautes à la dictée de Mérimée, quand Napoléon III en fit soixante-quinze.
Confident de l'empereur Napoléon III, il essaie en vain de le faire entrer dans la Guerre allemande en 1866 aux côtés de l'Autriche, afin d'écraser la Prusse, adversaire de l'Autriche, pour maintenir son hégémonie sur l'Allemagne. Dans ce but, il suit de près le contenu des journaux français et tente de les influencer par le biais du ministère de l'Intérieur, non sans un certain succès.
Après la chute du régime impérial en septembre 1870, il est rappelé à Vienne après avoir aidé l'impératrice Eugénie, dont il était l'ami loyal, à s'enfuir de France violemment hostile à la maison impériale. 
Retiré de la politique en 1874, il se consacre à l'édition des écrits personnels de son père. 
Dès 1861, Metternich est membre héréditaire de la chambre des pairs et du parlement d'Autriche.

## Descendance
Richard et Pauline de Metternich ont eu trois enfants :
- Sophie, princesse de Metternich-Winneburg (1857-1941)
- Antoinette Pascaline Metternich Sándor-von Winneburg (1862-1890)
- Clementine Marie Metternich Sándor-von Winneburg (*, † 1870)

Son mariage n'ayant produit que des filles, la primogéniture princière de la maison Metternich, à laquelle était lié le titre de Fürst (« prince » au sens de « régent »), fut transmise à son demi-frère Paul après sa mort.

## Littérature
- Octave Aubry, L'Impératrice Eugénie, Paris 1937.
- Jules Gesztesi, Pauline Metternich. Ambassadrice aux Tuileries, Paris 1947.

- Article dans la Deutsche Biographische Enzyklopädie (en allemand).

## Sources
- Pauline von Metternich:
  - Eclairs du passé (1859-1870), Vienne 1922.
  - Erinnerungen, Vienne 1988 (en allemand).